# Bastutjärnen (Degerfors socken, Västerbotten, 715933-169324)
Bastutjärnen är en sjö i Vindelns kommun i Västerbotten och ingår i Sävaråns huvudavrinningsområde.